# 前田寿
前田 寿（まえだ ひさし、1918年3月16日 - 1991年11月4日）は、日本の新聞記者、政治学者。
和歌山県出身。大阪外国語学校（現大阪外国語大学）、ハーバード大学卒業。朝日新聞の記者、イースト・ウエスト・センターの研究員を経て、上智大学で教授・国際関係研究所長を務めた。

## 著書

### 単著
- 『第二次大戦後における軍縮問題の発展』（朝日新聞社調査研究室報告、1956年、タイプ印刷、非売品）
- 『原子力と国際政治（岩波新書 青325）』（岩波書店、1958年）
- 『核兵器拡散の防止（朝日新聞社安全保障問題調査会報告3）』（朝日新聞社、1965年）
- 『核兵器実験の禁止（朝日新聞社安全保障問題調査会報告7）』（朝日新聞社、1966年）
- 『有事駐留論（朝日新聞社安全保障問題調査会報告14）』（朝日新聞社、1966年）
- 『日本の防衛政策（朝日新聞社安全保障問題調査会報告20）』（朝日新聞社、1967年）
- 『軍縮交渉史 1945年-1965年』（国際文化会館、1966年、タイプ印刷、非売品）
- 『軍縮交渉史 1945年-1967年』（東京大学出版会、1968年）
- 『核時代の軍縮』（潮出版社、1969年）

### 編著書
- 『軍縮問題資料集 1945年-1968年』（日本国際問題研究所、1968年）

## 論文
- 「核時代の軍縮交渉」『国際政治』（第32号、1967年）
- 「核拡散防止条約の意義」『国際問題』（第86号、1967年）
- 「核時代の軍備規制」『国際法外交雑誌』（第69巻4〜6号、1971年）
- 「アジアのための軍備規制」『国際問題』（第136号、1971年）
- 「新しい国際情勢と日本の安全保障」『国際問題』（第157号、1973年）
- 「アジアにみる平和地域の可能性--朝鮮半島の場合」『平和研究』（第5号、1980年）
- 「核兵器禁止地域の設定」『国際問題』（第265号、1982年）
- 「核兵器禁止地域設定の問題点」『平和研究』（第7号、1982年）
- 「「軍縮交渉」についての私見」『国際問題』（第294号、1984年）